# ضريح

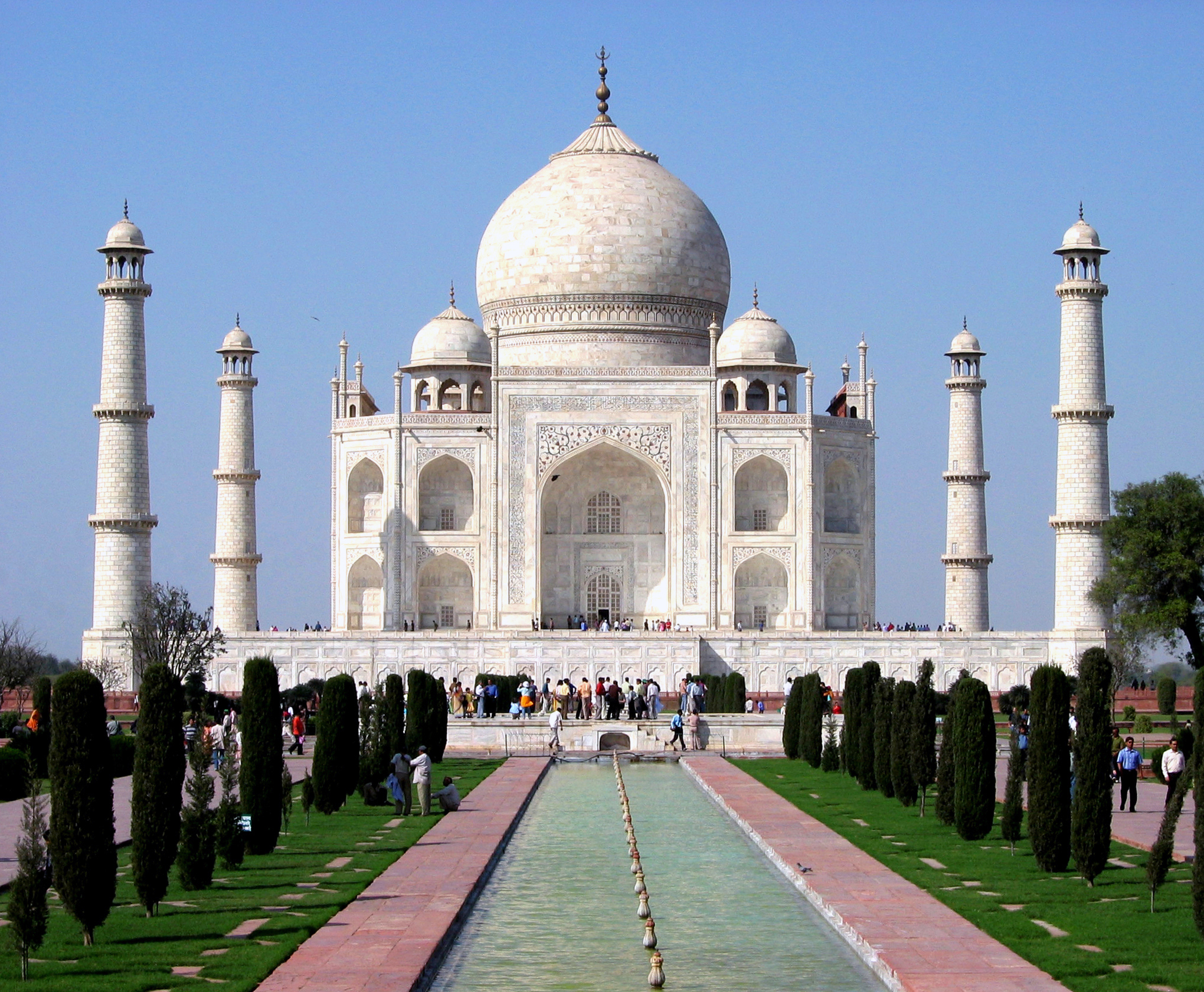
تاج محل من أشهر الضرائح في العالم

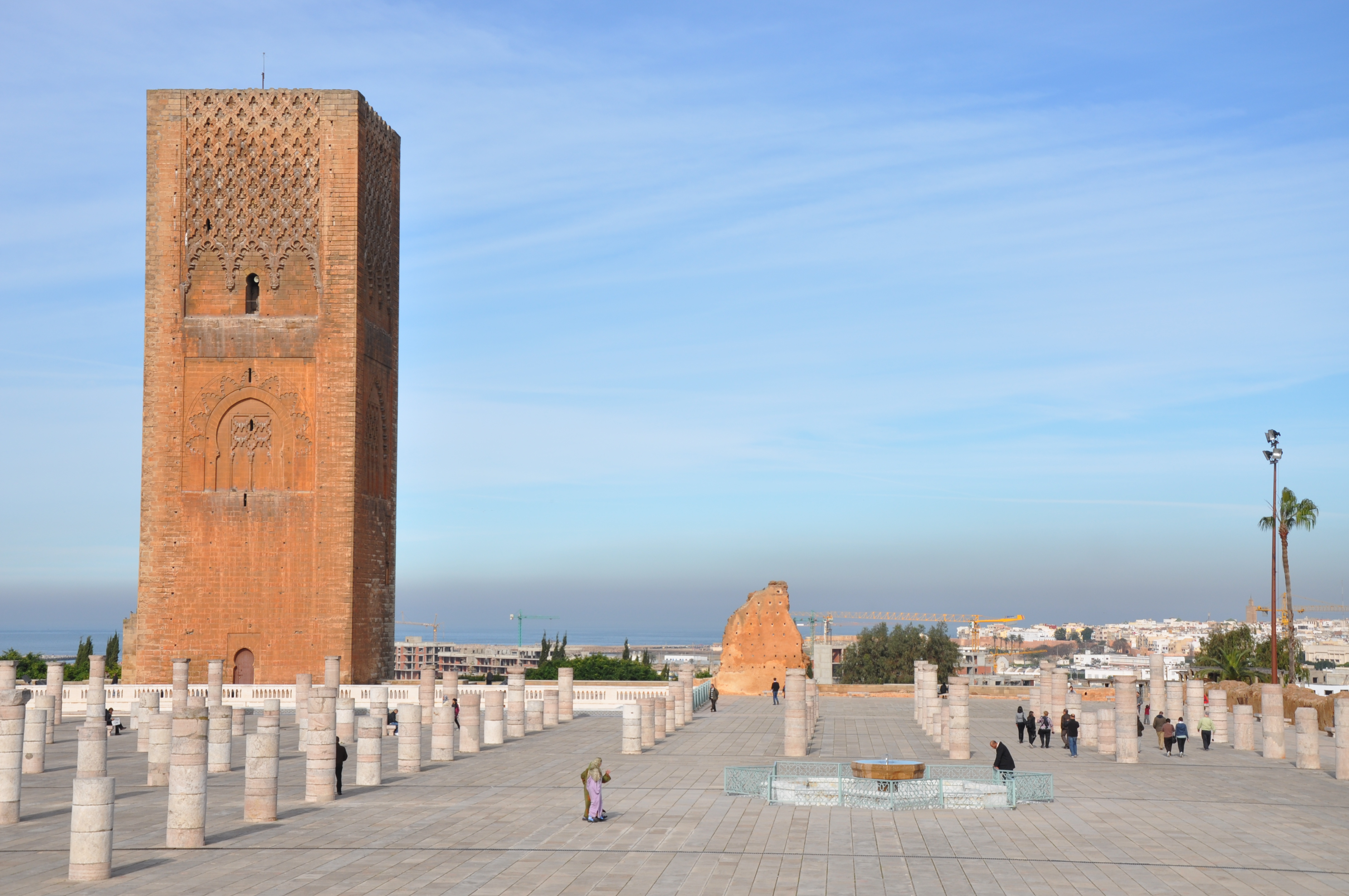
ضريح محمد الخامس بالرباط.

الضَّرِيحُ (الجمع: ضَرَائِح وأَضْرِحَة) بناية معمارية تُبنى على قبر أحد الأشخاص تخليداً لذكراه. ويختلف المَقام عنه من ناحية أنه ليس بالضرورة أن يكون المَقام مكان دفن أو قبر بل من الممكن أن يكون مكان إقامته في يوم من الأيام أو مكان ممارسة الطقوس الدينية أو كان قد مر عليه في يوم من الأيام، ومن ثم اشتهر هذا أو ذاع بين الناس على أنه أحد مقاماتهم فيشاد على هذا المكان بناء أو مكان عبادة ديني لكي يزوره الناس.

## تاريخ الأضرحة
ظهرت هذه الفكرة في الحضارات القديمة كالأهرامات لدى الفراعنة التي استخدمت كمدافن لملوكهم. وقد أهمل العرب المسلمون في بداية دولتهم الاهتمام بالشكل الخارجي للقبور، ولكن مع توسع أرجاء الدولة الإسلامية واختلاط القوميات فيها تأثر العرب المسلمون بحضارات وعادات تلك الشعوب التي دخلت في الإسلام كالفرس والسلاجقة والهنود وغيرهم وأخذوا عنهم فكرة بناء الأضرحة والمقامات فوق قبور عظماء عصرهم تخليداً لذكراهم.

## أنواع الأضرحة

### الأضرحة المستقلة

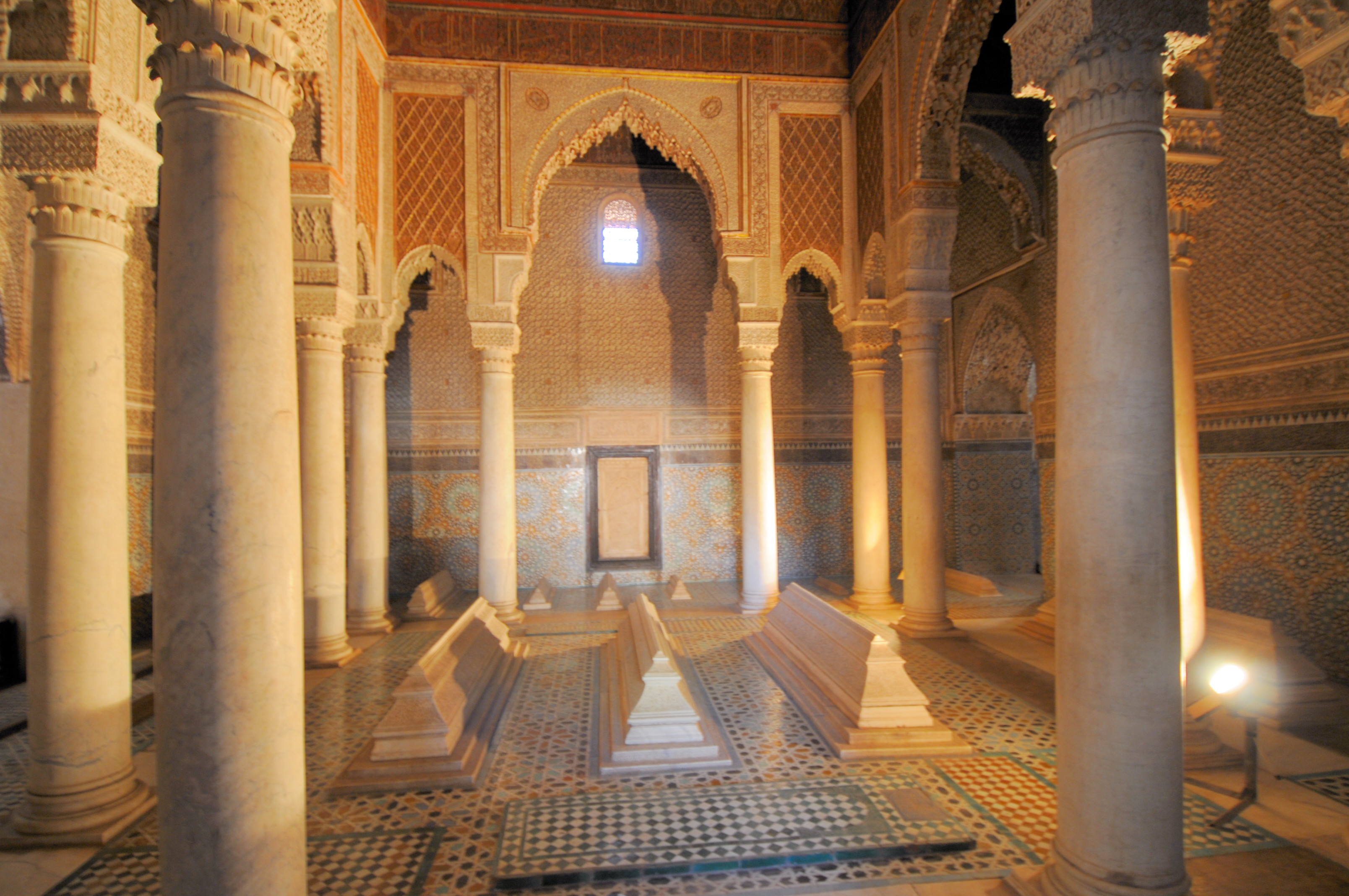
ضريح السعديين بمدينة مراكش، يضم معظم قبور السلاطين السعديين وأفراد عائلاتهم.

أنشئت أصلاً فوق قبر أحد السلاطين أو الأمراء أو أصحاب المراتب الدينية كالأضرحة المشيدة فوق قبور آل البيت. وهناك بعض الأضرحة المستقلة التي اختفى فيها القبر الأصلي عبر الزمن وتغيرت وظيفتها لتصبح مقراً لجمعية خيرية أو مسجداً.

### أضرحة المساجد
أنشئت ضمن زاوية مسجد أو مدرسة دينية ليدفن فيها غالباً من أمر بإنشاء المسجد وأقامه خلال حياته أو العكس بأن يقام المسجد أو المدرسة الدينية لاحقاً إلى جانب قبر أحد علماء الدين أو السلاطين.

## الأضرحة في الأديان

### الإسلام

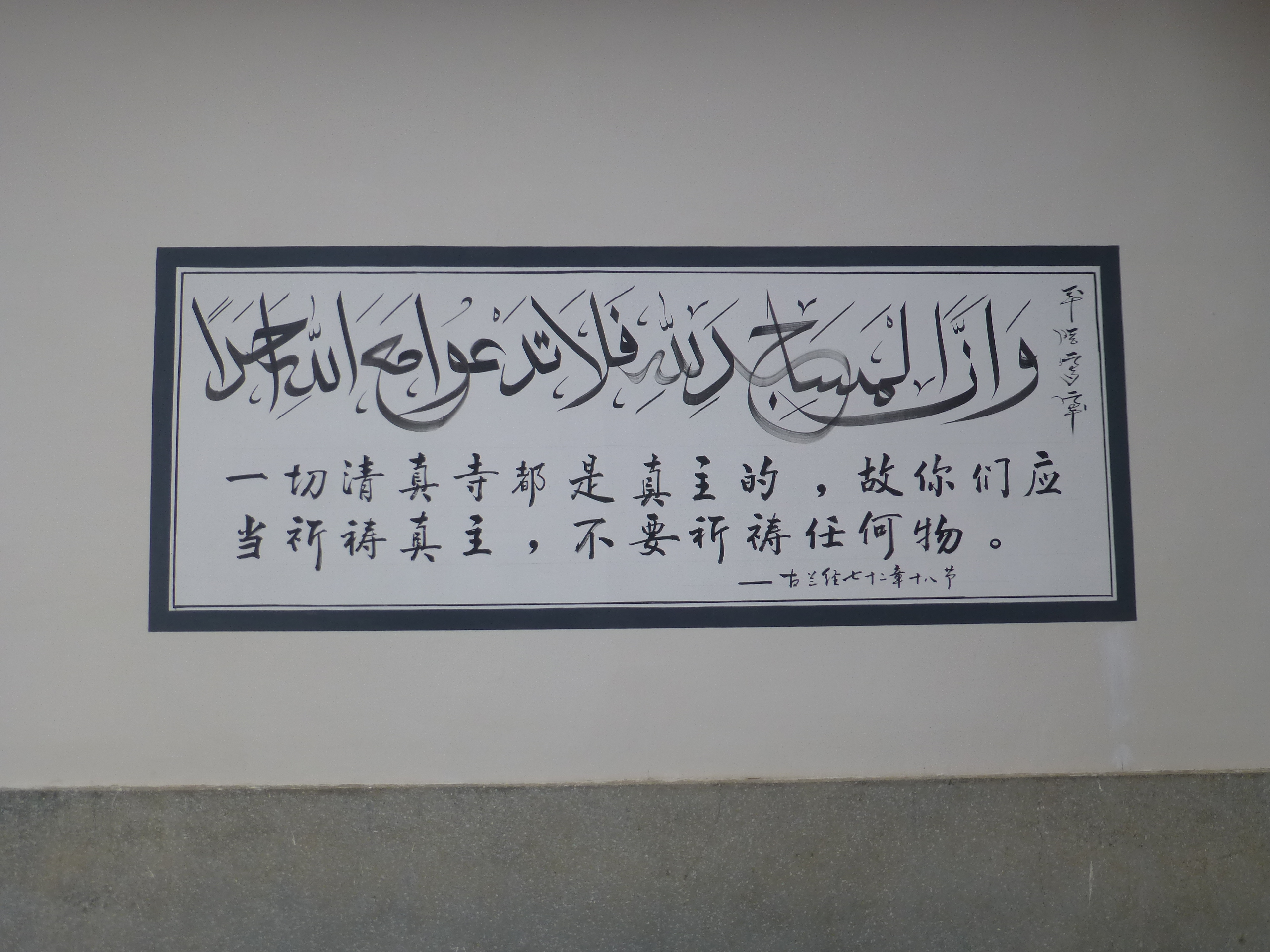
وَأَنَّ الْمَسَاجِدَ لِلَّهِ فَلَا تَدْعُوا مَعَ اللَّهِ أَحَدًا، الجن: 18، مكتوبة على جدران أحد المساجد في مدينة يونان في الصين.

الأضرحة في الإسلام هي القبور، ترفع عن الأرض قدر شبر حتى يعلم أنها قبور حتى لا تمتهن، ولهذا في حديث سعد بن أبي وقاص أن قبر النبي ﷺ رفع قدر شبر، وأوصى أن يفعل بقبره كذلك يعني: سعد.
يعتبر البناء على القبور أو اتخاذ المساجد عليها فعلا محرما في الإسلام وقد حرمه الكثير من العلماء المسلمين فهو منكر وبدعة عند أهل العلم لأنه وسيلة من وسائل الشرك ومن الأدلة على تحريمه : قول النبي محمد: «لعن الله اليهود والنصارى اتخذوا قبور أنبيائهم مساجد».
وفي صحيح مسلم عن جابر رضي الله عنه، عن النبي ﷺ : «أنه نهى أن يجصص القبر، وأن يقعد عليه وأن يبنى عليه» فلا يجوز البناء على القبور لا مسجد ولا قبة ولا غيرهما، ولا يجصص أيضاً؛ لأن هذا من وسائل الشرك، من وسائل أنه يعظم ويدعى من دون الله، ويستغاث به فيقع الشرك، فالبناء على القبور، واتخاذ القباب عليها والمساجد والسرج من الوسائل المحرمة في الإسلام، ولهذا حذر منها النبي  ولعن أهلها.
فكان ابن حبان وهو من أئمة علم الحديث والجرح والتعديل، دائم الزيارة لضريح علي الرضا حيث ذكر ذلك في كتاب الثقات
«..ما حلت بي شدة في وقت مقامي بطوس فزرت قبر علي بن موسى الرضا صلوات الله على جده وعليه ودعوت الله إزالتها عنى إلا أستجيب لي وزالت عنى تلك الشدة وهذا شئ جربته مراراً فوجدته كذلك أماتنا الله على محبة المصطفى وأهل بيته صلى الله عليه وسلم الله عليه وعليهم أجمعين..» فيما سمى الإمام الشافعي قبر موسى الكاظم بـ: «الترياق المجرب » لشدة استجابة الدعاء عند ضريحه.